# هومرتس
هومرتس (به هلندی: Hommerts) یک منطقهٔ مسکونی در هلند است که در سودوست-فریسلان واقع شده‌است. هومرتس ۶۵۰ نفر جمعیت دارد.